# Nkisi

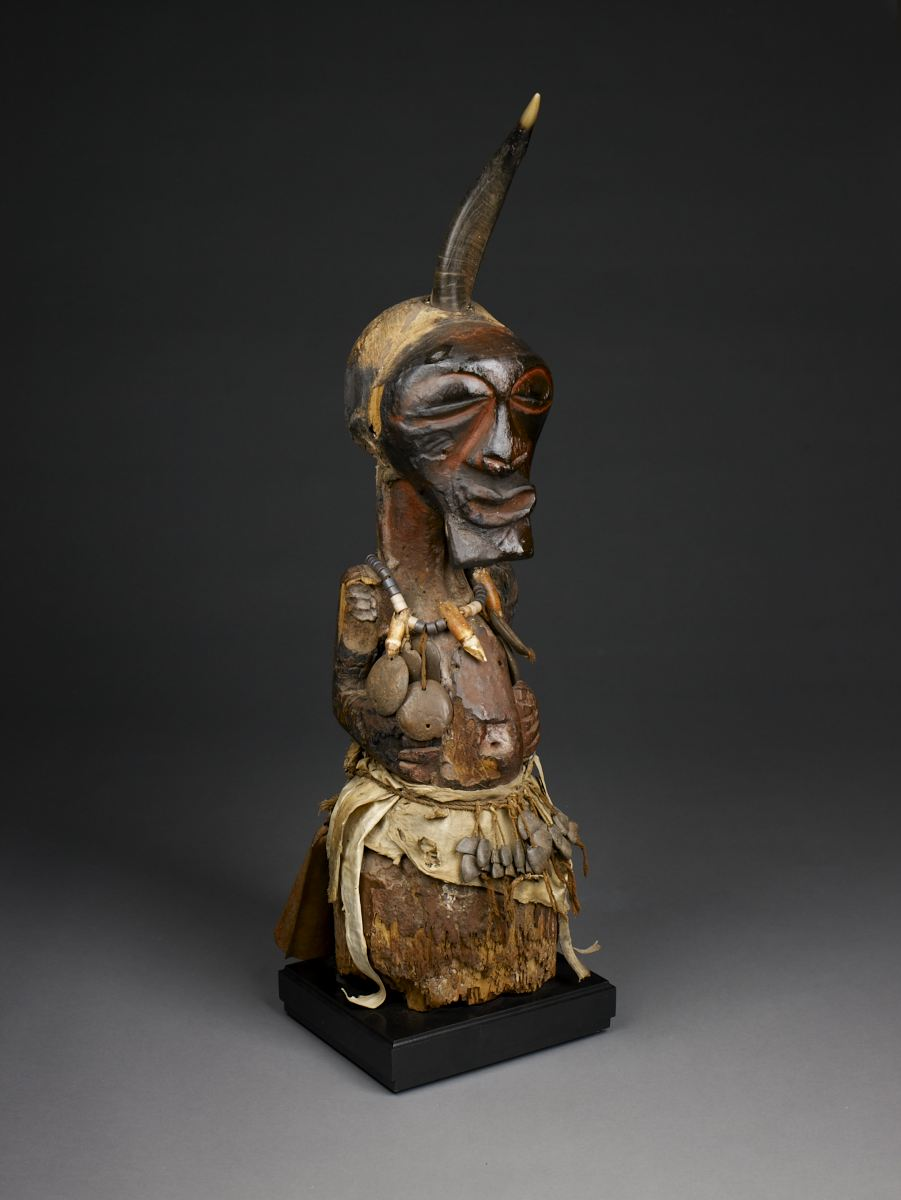
Feticcio raffigurante un'entità di potere Nkisi

I minkisi (nkisi al singolare, talvolta nkishi/minkishi) sono feticci diffusi in gran parte dell'Africa centrale, nel bacino del Congo. Un nkisi ha lo scopo di racchiudere un potere magico o spirituale (un mpungo), spesso associato al culto degli antenati.
I minkisi risalgono storicamente almeno al Regno del Congo, nei cui rituali si impiegavano comunemente feticci di questo genere. La tradizione è rimasta presso la maggior parte dei popoli dell'area, e in particolare è ancora molto presente nelle culture bakongo e songye.
Ogni nkisi ha uno specifico potere. I minkisi sono classificabili in due grandi gruppi: quelli "del sopra", associati al cielo e alla mascolinità, e quelli "del sotto", associati alla terra e all'acqua e alla femminilità. Ci sono minkisi con funzione curativa, divinatoria, o con diversi scopi propiziatori (per esempio, per il successo nella caccia, nel commercio, in amore e via dicendo). Nei minkisi più complessi e potenti possono coesistere più poteri. Una particolare categoria di minkisi del sopra, chiamati minkondi (singolare nkondi), servono a punire i criminali, aiutando a scovarli e a vendicare le loro malefatte.
I minkisi possono avere molte forme ed essere fatti di diversi materiali; sono comunque innanzitutto contenitori, e quindi dotati di una nicchia interna, in cui vengono racchiusi gli elementi dotati di potere magico. Possono essere contenitori di origine naturale come conchiglie o corna svuotate, oppure artefatti umani come vasetti di ceramiche o sculture di legno. Le sculture hanno spesso forma umana o di animale; un soggetto particolarmente comune è il cane (o il cane a due teste), kozo, che nella mitologia congolese rappresenta la guida che conduce l'uomo nell'aldilà. Nei minkisi di forma umana o animale, la nicchia è posizionata all'altezza del ventre, che nella cultura congolese è il luogo del corpo che contiene lo spirito vitale.
Le dimensioni dei minkisi sono estremamente variabili; alcuni minkisi rappresentano esseri umani o animali in grandezza naturale. Per esempi, grandi minkondi vengono spesso posizionati all'ingresso dei villaggi bagongo.
Gli elementi che vengono inseriti nella nicchia possono essere molto vari, e vengono scelti in funzione del potere magico associato, che deve accordarsi con lo scopo del feticcio. Non raramente, l'associazione di un determinato elemento con il suo potere magico è basata su una assonanza fra il nome dell'elemento e quello del suo presunto effetto. Per esempio, si usano pezzi di frutta perché il nome luyala in kikongo ha un suono simile a yaala, che significa "che governi", e si usano funghi perché il nome tondo è simile a tondwa ("che sia desiderato").
Una categoria specifica di minkisi sono quelli con funzione di reliquiario, i cui contenuti provengono quindi da luoghi di sepoltura. Questi minkisi sono "tombe in miniatura", ovvero riproducono una piccola parte del potere spirituale che la cultura congolese associa ai luoghi di sepoltura degli antenati.
Un significato preciso viene anche associato ai diversi tipi di colorazione o all'uso di particolari materiali o ornamenti. Per esempio, l'ocra bianca, usata come colorante, è associata ai morti e alla rettitudine morale; quella rossa, invece, simboleggia la mediazione fra il mondo fisico e quello spirituale. Un piccolo specchio usato come coperchio della nicchia del feticcio rappresenta la chiaroveggenza e viene quindi usato nei feticci connessi alle pratiche divinatorie.